# Alymdža
La Alymdža (anche Alymd'a) è un fiume della Russia siberiana nordorientale (Repubblica Autonoma della Sacha-Jacuzia), ramo sorgentizio di destra della Achtaranda (bacino idrografico del Viljuj).
Nasce e scorre nella sezione sudorientale del vasto altopiano del Viljuj; unendosi con il fiume Olgujdach dà origine alla Achtaranda. I maggiori affluenti sono i piccoli fiumi Kurakkalyr (50 km) dalla destra idrografica, Alymdža-Tuorata (66 km) dalla sinistra.
Come tutti i fiumi della zona, la Alymdža è gelata, mediamente, da ottobre a fine maggio.